# Jean Maurice Casimir Arvet-Touvet
Jean Maurice Casimir Arvet-Touvet ( 1841, Gières - 1913, ibíd.) fue un botánico francés.
Hijo de vitivinicultor, comienza sus estudios en el pequeño Seminario de Rondeau, en Grenoble, pero abandona rápidamente los estudios de derecho, para secundar a su madre en la explotación familiar. Botánico en su tiempo libre, adquiere un gran conocimiento de la flora de Dauphiné, que presenta en 1871, con un essai sur les plantes du Dauphiné.
À partir de 1880, se consagra al estudio del género botánico Hieracium. Se convierte en un especialista mundial de ese género. En colaboración con Gaston Gauthier (1841-1911), estudia los de los Pirineos y de la península ibérica. Luego del deceso del último, publica solo, en 1913, Hieraciorum praesertim Galliae et Hispanica systematicus.
Creyente, sus concepciones serán señaladas por el esencialismo, en oposición del transformismo y del evolucionismo.
Fue autor del reconocimiento y nombramiento de especies del género Hieracium y de una especie de las Fabaceae : Oxytropis amethystea.

## Algunas publicaciones
- Essai sur les plantes du Dauphinè : diagnosis specierum novarum vel dubio praeditarum, 1871.[1]
- Hieracium des Alpes françaises ou occidentales de l'Europe. Lyon, Genève, Bâle : Henri George lib. ; Paris : J. Lechevalier, 1888
- Hieraciotheca gallica et hispanica in collaboration with Gaston Gautier. Exsiccata en 20 fascículos, 1908
- Hieraciorum praesertim Galliae et Hispaniae catalogus systematicus. París, Lib. des Sc. nat. Léon Lhomme, 1913

## Fuente
- Benoît Dayrat. 2003. Les Botanistes et la Flore de France, trois siècles de découvertes. Publicaciones científicas del Museo Nacional de Historia Natural de Francia, colección Archives : 690 pp. ISBN 2-85653-548-8

- La abreviatura «Arv.-Touv.» se emplea para indicar a Jean Maurice Casimir Arvet-Touvet como autoridad en la descripción y clasificación científica de los vegetales.[2]